# Crawford County (Indiana)
Crawford County is een county in de Amerikaanse staat Indiana.
De county heeft een landoppervlakte van 792 km² en telt 10.743 inwoners (volkstelling 2000). De hoofdplaats is English.